# John Heminges

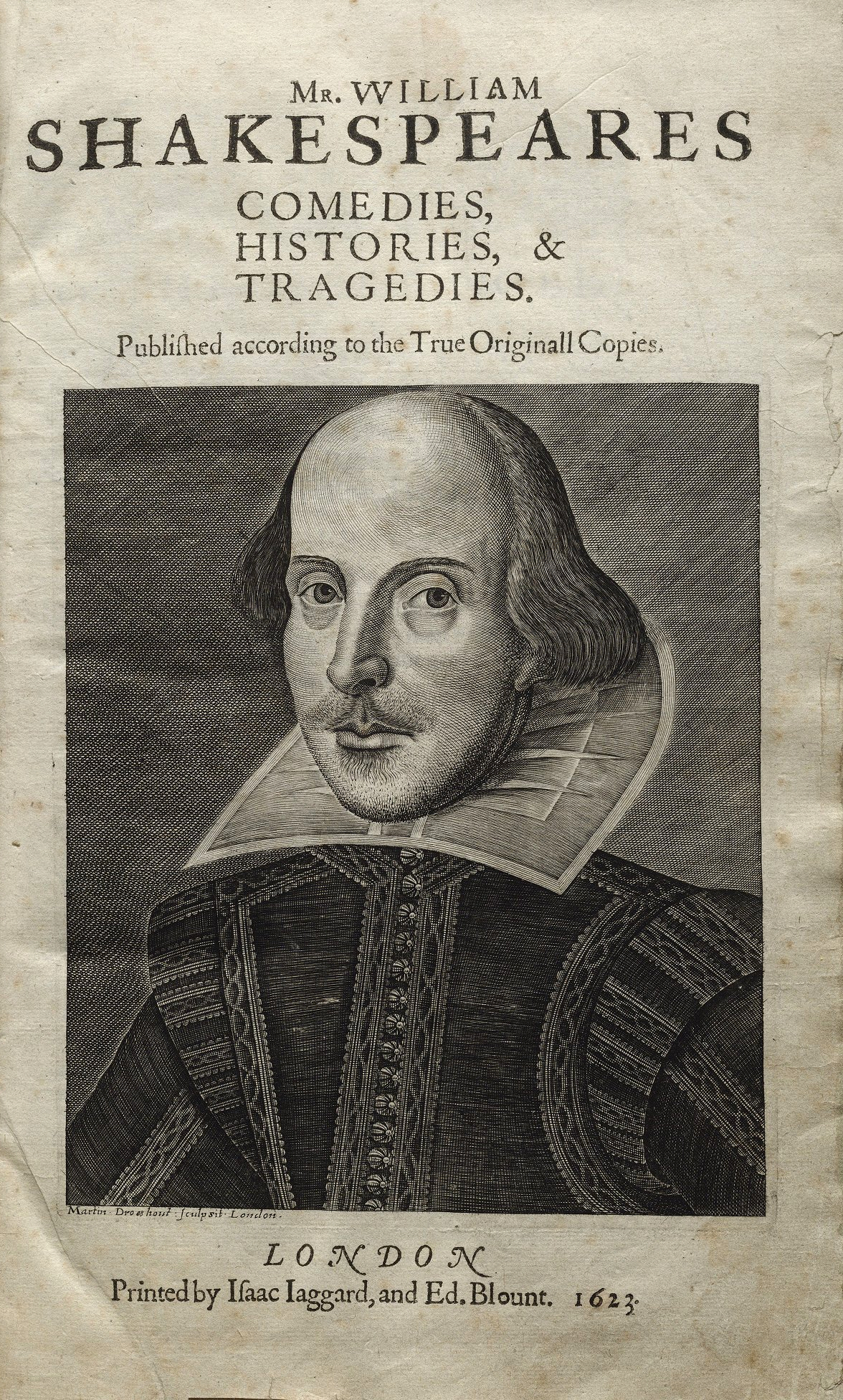
La portada de las obras de William Shakespeare.

John Heminges (también Hemminge o Hemings) (1566 - 1630) fue un actor de la compañía teatral King's Men para la que escribía William Shakespeare. Publicó en 1623, junto con Henry Condell, la recopilación póstuma de las obras teatrales de Shakespeare conocida como First Folio. Se dice que fue un gran actor y una persona con mentalidad para los negocios. John Heminges fue bautizado en Droitwich, Worcestershire, el 25 de noviembre de 1566. Gestionó hasta su muerte los asuntos financieros del Globe Theatre. Hemminges aparece en la película de 1998 Shakespeare in Love interpretado por David Curtiz.